# Telematicadag

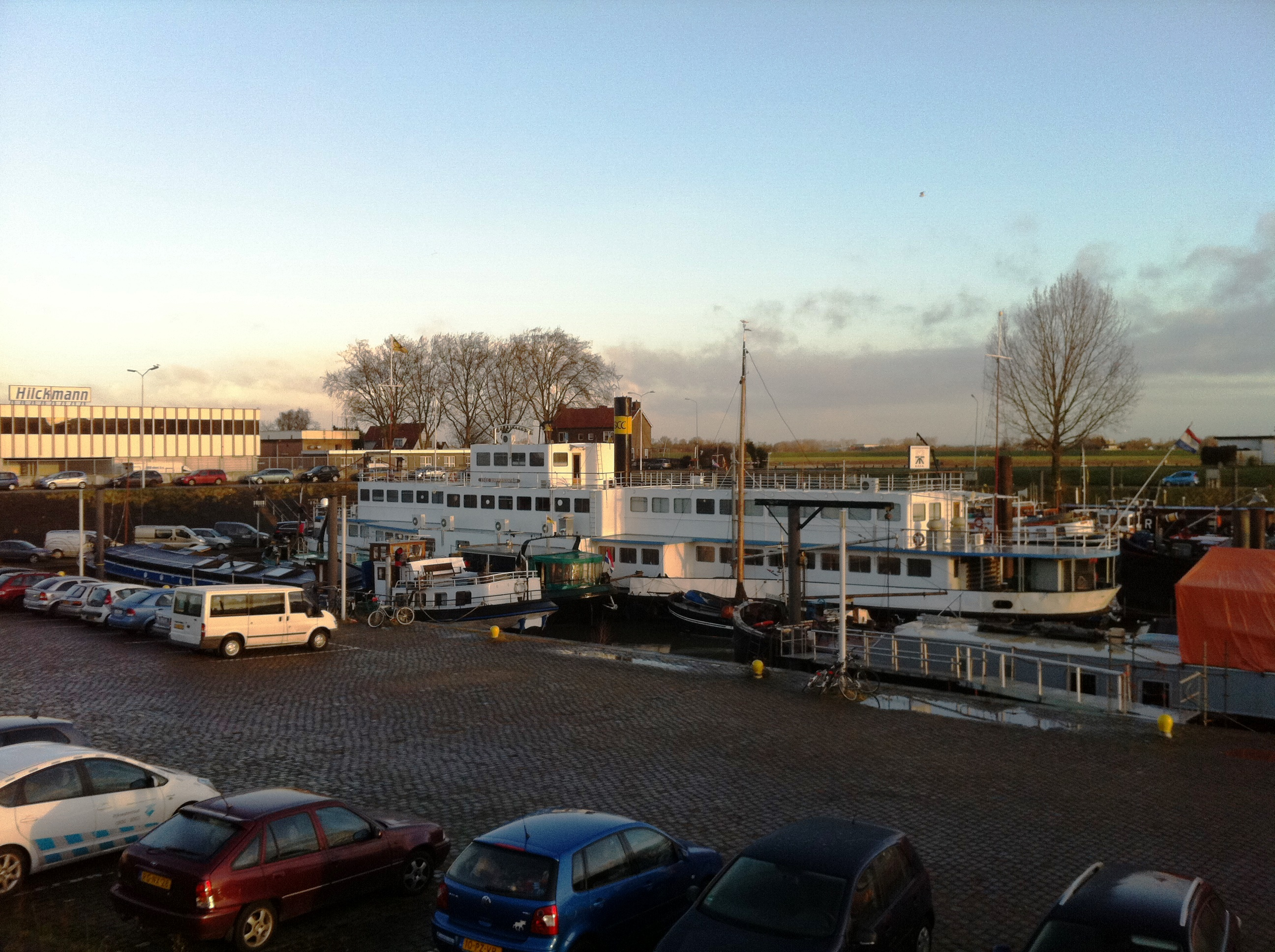
Het schipperscentrum in de haven van Nijmegen

De Telematicadag is een jaarlijkse bijeenkomst, traditioneel tussen kerst en oud & nieuw, op het drijvend Katholiek Sociaal Cultureel Centrum (schipperscentrum) in de haven van Nijmegen. 
Het programma richt zich daarbij zowel op binnenvaartondernemers, als op partners in de logistieke keten en andere bij de binnenvaart betrokkenen, zoals brancheorganisaties, overheden, haven- en vaarwegbeheerders, en professionele en recreatieve vaarweggebruikers. Men probeert tijdens de dag de deelnemers met elkaar een antwoord te laten vinden op de vraag hoe de digitale toekomst van de binnenvaart eruit zal komen te zien. 

## Geschiedenis
In 1995 organiseerde Bernhard van Welzenes samen met Piet Nefkens, Jan Joanknecht en Elbert Vissers een speciale informatieavond op het Nijmeegse Schipperscentrum. De opzet was een ontmoetingsdag over de nieuwe mogelijkheden, die ICT de binnenvaart te bieden had, met name "om schippers te verlossen uit hun varende isolement". De dag wordt vanaf 1996 georganiseerd door Bureau Telematica Binnenvaart (BTB), het kennis- en ontwikkelcentrum op het gebied van ICT rondom binnenvaart, vaarwegen en logistiek. Het nam met medewerking van Rijkswaterstaat de organisatie over onder de naam Telematicadag. 

## Opzet
De dag wordt georganiseerd om de deelnemers naast informatietechnologie jaarlijks weer bij de tijd te brengen over zaken als telematica, automatisering, mobiele communicatie en datagebruik. Met onderwerpen als:
- goede en betaalbare mobiele dataverbindingen
- de introductie van intelligente besturing van schepen, Smart Shipping
- integratie van vervoer over water in de logistieke keten, Modal shift
- River information services, zoals:
  - automatisch identificatiesysteem (AIS), dat door veel schippers als een nuttige digitaal instrument wordt ervaren
  - het elektronisch melden van reis- en ladinggegevens met behulp van het Binnenvaart Informatie en Communicatie Systeem (BICS)
  - elektronische vaarkaarten
  - Blauwe Golf en corridormanagement,
  - CoVadem (coöperatieve vaardieptemetingen) dat tijdens de vaart real-time inzicht in beschikbare dieptes rondom het schip geeft[3]
  - EuRIS, een portaal dat de informatievoorziening bundelt over bijna het gehele onderling verbonden binnenvaartnet in Europa. Dit omvat de 7 belangrijkste corridors (Rijn, Donau, Elbe, Moezel, Duinkerke-Schelde, Amsterdam-Antwerpen-Luik, Amsterdam-Antwerpen-Brussel) en nog veel meer.

- de ontwikkeling van een voorziening om vermiste drenkelingen onder water op te sporen
- andere ontwikkelingen binnen het domein van de digitalisering

Daarnaast wordt ook de jaarlijkse Telematica Award uitgereikt aan een persoon, bedrijf of instantie, die een buitengewone bijdrage heeft geleverd aan de ontwikkeling, het gebruik en de acceptatie van telematica in de binnenvaart en op de vaarwegen. De Award is in 2009 voor het eerst uitgereikt.